# Mieczysław Zaniewski
Mieczysław Zaniewski (ur. 24 maja 1913 we wsi Sulęcin Szlachecki, zm. 20 lutego 2005 w Płońsku) – polski kowal, laureat Nagrody Kolberga.

## Życiorys
Jego ojciec Antoni był kowalem i rolnikiem, jednak zmarł, gdy Mieczysław miał trzy miesiące. Wychowaniem syna zajęła się matka Józefa z Murawskich.
Pracą zawodową zajął się zaraz po ukończeniu szkoły powszechnej. Terminował u kilku kowali, a dyplom czeladniczy w zawodzie kowala-ślusarza uzyskał w Białymstoku w 1939. W marcu 1939 rozpoczął pracę w Zakładach Mechaniczno-Zbrojeniowych „Motolot” w Warszawie.
W czasie okupacji niemieckiej wrócił na wieś i pracował jako kowal w folwarku, zarządzanym przez Niemców. Po wojnie założył własną kuźnię. Pracował także jako ślusarz remontowy w różnych zakładach, przez kilka lat był nauczycielem zawodu w Technikum Mechanizacji Rolnictwa w Lubiejewie k. Ostrowi Mazowieckiej. W 1967 otrzymał dyplom mistrzowski. W latach 70. XX w. współpracował z Cepelią i Desą w Warszawie. Kowalstwa artystycznego nigdzie się nie uczył i zaczął je uprawiać z własnej potrzeby.
Był człowiekiem oczytanym, podejmującym własne próby literackie. Miał żonę Zofię i troje dzieci. W jesieni życia mieszkał w Płońsku, tam zmarł i został pochowany na miejscowym cmentarzu.

## Twórczość
Kowalstwem artystycznym zajmował się w każdej wolnej chwili. Stosował w pracy kowalskiej stare techniki: kucie, skręcenie, nacinanie, łączenie metali na zimno i gorąco. Przedmiotami zdobniczymi były przede wszystkim różnego rodzaju okucia budowlane (zawiasy, klamki, haczyki), a także kraty, przedmioty domowego użytku, elementy wyposażenia współczesnych miejskich mieszkań. Z końcem lat 80. XX w. podejmował prace monumentalne, jak np. pełny wystrój w żelazie nowych kościołów w Płońsku czy ozdobna balustrada w pawilonie sztuki ludowej w Otrębusach.
Działalność wystawienniczą rozpoczął w 1969. Na konkursie kowalstwa ludowego zorganizowanym w 1973 r. przez Muzeum Mazowieckie w Płocku zdobył I nagrodę. W 1974 jego prace pokazano na wystawie Współczesne Rękodzieło Ludowe w Towarzystwie Sztuk Pięknych w Warszawie. W latach 70. XX w. brał udział w kiermaszach sztuki ludowej w Płocku, w Cepeliadach w Warszawie, w pokazach podczas Dni Kultury Kurpiowskiej w Ostrołęce i na Forum Polonijnym w Pułtusku. W 1979 r. uczestniczył w I Ogólnopolskim Biennale Kowalstwa Ludowego w Radomiu, gdzie otrzymał I nagrodę. W 1985 Muzeum Rolnictwa im. ks. Krzysztofa Kluka w Ciechanowcu zorganizowało jego retrospektywną, indywidualną wystawę prac kowalstwa użytkowego i artystycznego. W 1995 otrzymał Nagrodę im. Oskara Kolberga. Prace Zaniewskiego były prezentowane na zagranicznych wystawach polskiej sztuki ludowej i rzemiosła artystycznego w Lipsku (1975), Sztokholmie (1976), Mediolanie (1977), Budapeszcie (1982). W 1986 podarował Janowi Pawłowi II wykutą przez siebie kapliczkę.
Jego prace znajdują się w wielu muzeach, m.in. w Muzeum Mazowieckim w Płocku, Muzeum Szlachty Mazowieckiej w Ciechanowie, Muzeum Rolnictwa w Ciechanowcu, ponadto w Państwowym Muzeum Etnograficznym w Warszawie i Radomiu.